# Romeo a Julie

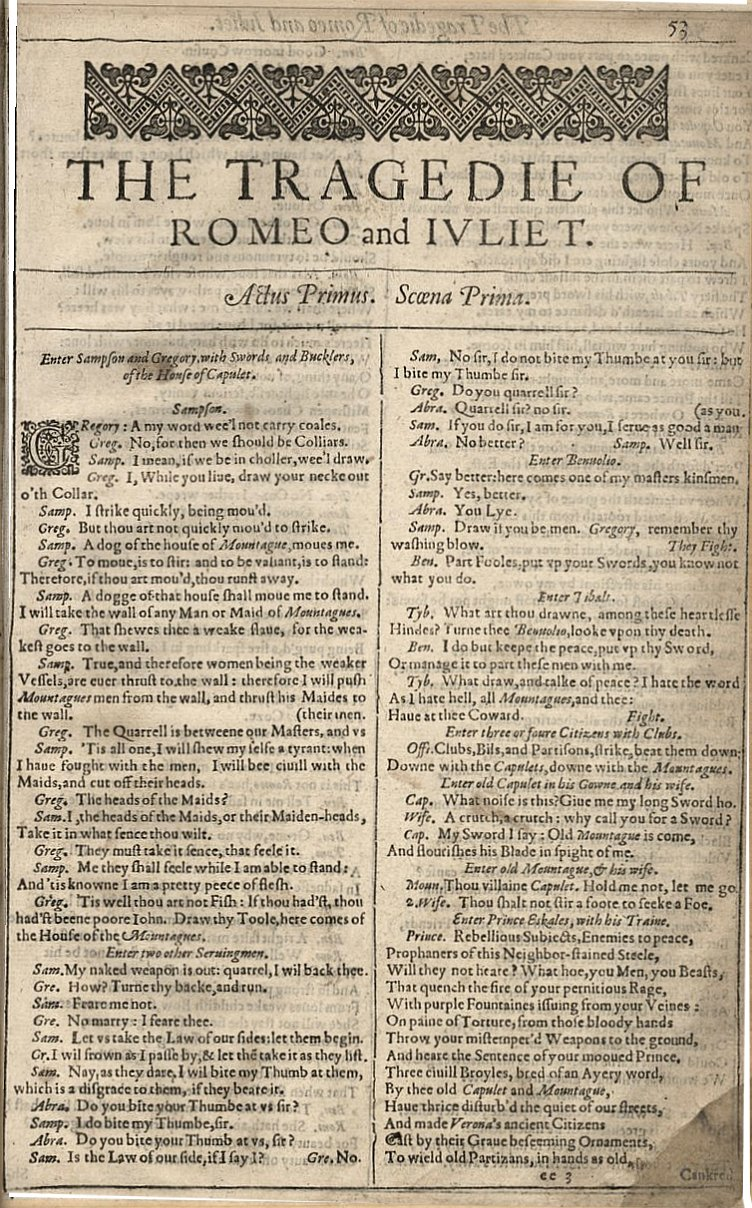
Faksimile první strany Romea a Julie z vydání z roku 1623.

Romeo a Julie (Romeo and Juliet) je divadelní hra, kterou napsal William Shakespeare. Premiéru měla v roce 1595. Jedná se o milostnou tragédii, patrně jeden z nejznámějších milostných příběhů v historii světového dramatu. Pojednává o nešťastné lásce Romea Monteka a Julie Kapuletové, mladých milenců ze dvou znepřátelených veronských rodin.
Dílo se dočkalo mnoha filmových adaptací, roku 1954 v režii Renata Castellaniho; nejznámější je z roku 1968 v režii Franca Zeffirelliho, moderní verze z roku 1996 v režii Baze Luhrmanna. Bylo také inspirací pro novodobou verzi příběhu – muzikál West Side Story.

## Námět a inspirace
Námětem je nešťastný příběh milenců ze dvou mocných znepřátelených kupeckých rodů ve Veroně na přelomu 13. a 14. století, zvaných italsky Cappelletti a Montecchi. Literárně jej původně zpracoval v roce 1554 Matteo Bandello ve své sbírce novel, ze kterých Shakespeare čerpal i další náměty. Text přeložil a převedl do veršů roku 1562 anglický básník Arthur Brooke. Brookeův Tragický příběh o Romeusovi a Juliettě má 3000 veršů. Dalším anglickým překladatelem Bandella byl William Painter, který vydal v druhém svazku díla Letohrad z roku 1567 příběh milenců Rhomea a Julietty.
Shakespeare dále čerpal ze všeobecně známé látky o dvou milencích, která byla zpracována již ve starověkém Řecku, s motivem uspávajícího léku se setkáváme u Xenofonta z Efesu ve 2. století n. l.  Milenci, jejichž rodiny jim zakazují se scházet, jsou v příběhu Pýramos a Thisbé známé z pera římského Ovidia.
Někteří shakespearologové kladou vznik této tragédie do začátků Shakespearova působení v herecké skupině lorda komořího.

## České překlady
- kolem 1860 Romeo a Julie, František Doucha
- 1861 Romeo a Julie, Josef Rodomil Čejka
- 1876 Romeo a Julie, Emanuel František Züngel
- 1900 Romeo a Julie, Josef Václav Sládek
- 1938 Romeo a Julie, Erik Adolf Saudek
- 1964 Romeo a Julie, Josef Topol
- 1979 Romeo a Julie, Olga Walló
- 1985, 1998, 2000, 2007 Romeo a Julie, Jiří Josek
- 2004 Romeo a Julie, Martin Hilský

## Postavy
Hlavními postavami milostného dramatu jsou dva mladí dospívající lidé, chlapec Romeo a dívka Julie. Julii je třináct let a představuje typ mladé naivní dívky, která propadne romantickým představám o lásce a bláznivě se zamiluje do Romea. Romeo je zpočátku kurtoazním milencem (zde se ukazuje, že Shakespeare byl stále ještě ovlivněn názory středověké literatury, kde byla láska k ženě prokazována formou kurtoazní – platonické lásky), ale v průběhu příběhu se Romeo i Julie vlivem okolností a tvrdé reality světa mění v reálně uvažující osoby, které jsou do sebe vášnivě zamilovány. Obě postavy v příběhu mentálně dozrávají.
Postava františkána Lorenza (Vavřince) je výrazně středověkou postavou, ale postupem děje se stává svými názory a myšlenkami více renesančním člověkem, který se staví proti nesmyslnosti řádů a cítí s oběma milenci. Jeho postava však není dějem nikterak zasažena. Postava chůvy představuje symbol mateřské lásky k Julii, která sice není jejím dítětem, ale jejíž utrpení z vůle rodičů odmítá.

## Přehled postav
- Eskalus – vévoda veronský

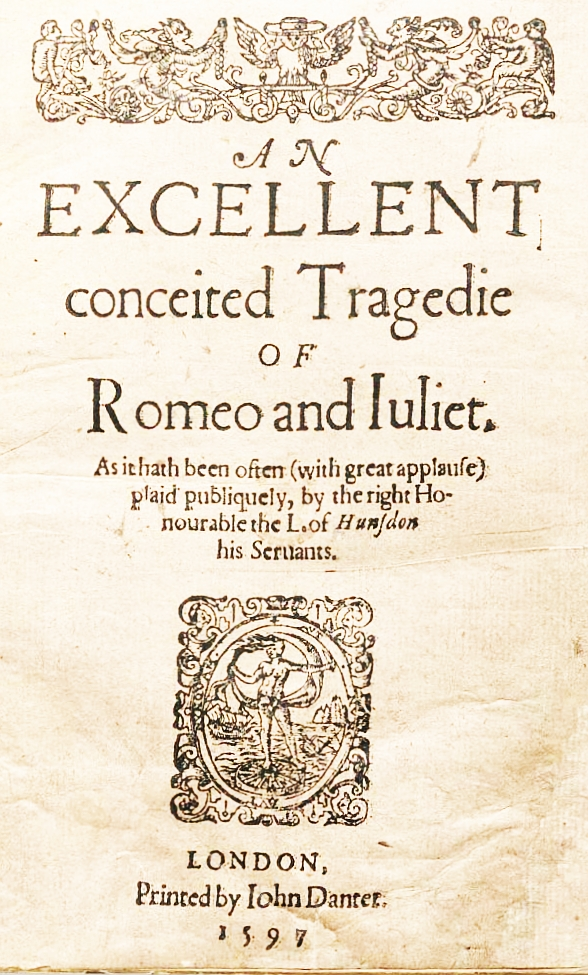
Titulní strana prvního vydání

- Paris – mladý šlechtic, příbuzný vévodův
- Montek a Kapulet – hlavy dvou znepřátelených rodů
- Stařec – z rodu Kapuletů
- Romeo – syn Montekův
- Merkucio – příbuzný vévodův a přítel Romeův
- Benvolio – synovec Montekův a přítel Romeův
- Tybalt – synovec paní Kapuletové
- Bratr (otec) Vavřinec (Lorenzo) – františkán
- Bratr Jan – z téhož řádu
- Baltazar – sluha Romeův
- Samson a Řehoř (Gregory) – sluhové Kapuletovi
- Petr – sluha Juliiny chůvy
- Abraham – sluha Montekův
- Lékárník
- Tři hudebníci
- Panoš Parisův
- Jiný Panoš
- paní Monteková – manželka Montekova a matka Romeova
- paní Kapuletová – manželka Kapuletova a matka Juliina
- Julie – dcera Kapuletova
- Juliina chůva
- Veronští měšťané, příbuzní obou rodů, masky, stráže, hlídky a družiny, Chorus
- Královna Mab

## Děj

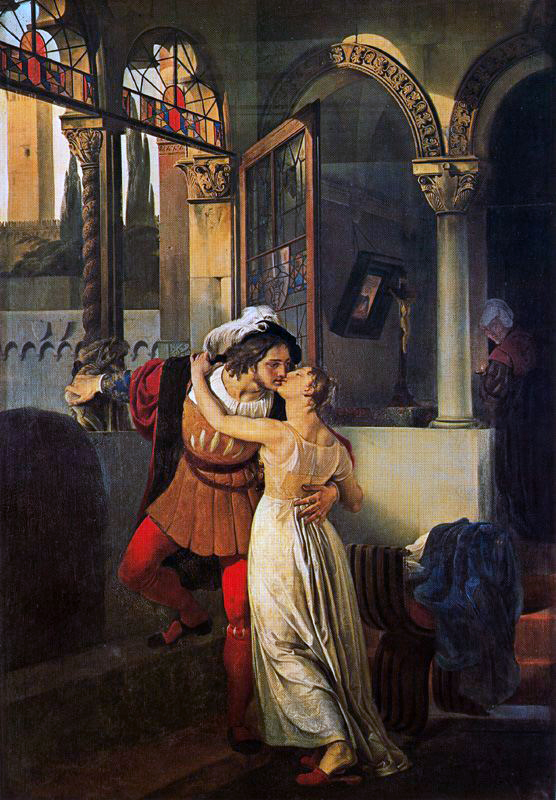
Obraz Francesca Hayeze

Příběh se odehrává v 16. století v italském městě Verona, kde žily dva významné rody – Kapuleti a Montekové. Mezi nimi se již léta táhl dávný spor. Děj příběhu začíná popisem střetu mezi Monteky a Kapulety na náměstí ve Veroně, který ukončí až vévoda Eskalus. Těmito vyhrocenými spory mezi oběma rody je naplněno první jednání tragédie.
Nyní se však po celé Veroně šíří zpráva, že u Kapuletů bude velký maškarní ples a při této příležitosti má být oznámeno zasnoubení Julie s Parisem. Toto se dozví i Montek Romeo a se svými dvěma věrnými druhy Merkuciem a Benvoliem se rozhodne navštívit tento ples, přestože se koná v domě úhlavních nepřátel. Romeo tam se svými druhy pod rouškou plesové masky skutečně pronikne a ocitne se na plese, kde jsou přítomni všichni příbuzní a známí rodiny Kapuletů. Tybalt však Romea pozná a chce ho zostudit tím, že vyprovokuje bitku kvůli tomu, že si dovolil vstoupit na ples Kapuletů. Starý Kapulet ale jeho počínání zastaví s tím, že nechce skandál po celé Veroně. Romeo tedy se svými přáteli zůstává na plese a spatří zde Julii. Ta se mu zdá překrásná a říká, že doposud nepoznal lásku, dokud nespatřil tuto ženu. Láska na první pohled.
Ples pomalu končí, ale oba mladí lidé na sebe musí pořád myslet. Romeo v noci tajně navštíví zahradu Kapuletů a vyslechne Juliino vyznání vřelých citů k němu. Sám se pak dá poznat a pod balkónem u Juliiny ložnice jí otevřeně vyzná lásku. Druhý den oba milence tajně oddá otec Vavřinec, který mladou dvojici podporuje, protože doufá, že sňatek Romea a Julie pomůže jejich rodiny usmířit.
Jenže Tybalt, Juliin bratranec, nenávidí Romea. Odpoledne v den svatby zabije Tybalt Romeova přítele Merkucia, který přijme výzvu k boji místo Romea (ten Tybalta nyní považuje za příbuzného), a Romeo následně zabije Tybalta. Za vraždu Tybalta je vyhoštěn z města Verony a odchází do Mantovy. Mladí manželé se musí rozloučit. Pan Kapulet, který samozřejmě nic neví o sňatku své dcery, má pro Julii zprávu, že již zítra bude mít svatbu s Parisem. Julie s tím nesouhlasí, ale otec jí dá jen dvě možnosti: buď svatba s Parisem, nebo ať táhne z jeho domu. Proto zoufalá Julie s pomocí chůvy požádá otce Vavřince o pomoc. Ten zajistí nápoj, po kterém bude Julie vypadat mrtvá, a Romeo si pro ni nakonec přijde do hrobky Kapuletů.
Nápoj ji uspí a Julie skutečně vypadá jako mrtvá. O jejím pohřbu se dozví i Romeo, ke kterému shodou náhod nedorazil posel od otce Vavřince se zprávou, že Julie ve skutečnosti nezemřela. Posel nedorazil, protože nebyl vpuštěn do města kvůli zdejšímu moru. Romeo si koupí jed u lékárníka v Mantově, vrátí se zpět do Verony a jde naposledy políbit Julii. Na hřbitově potká Parise a v souboji jej zabije. Romeo poté vstoupí do hrobky Kapuletů a spatří Julii. Zoufá si nad osudem a její smrtí a znovu jí vyznává lásku. Po rozloučení se světem Romeo jed vypije. Julie se probouzí, ale Romeo vedle ní leží již mrtvý. Zdrcená Julie vezme Romeovu dýku a probodne se. Takto skončil věčný spor mezi rodinami Kapuletů a Monteků, rodiny usmířil až smutek nad ztrátou jejich dětí. Nechaly vystavět zlaté sochy Romea a Julie, které ve Veroně stojí dodnes.

## Kompozice
Kompozice díla je chronologická a člení se na prolog a pět dějství. Celý příběh je psán Shakespearovým oblíbeným jazykovým stylem – pětistopým jambickým veršem (takzvaným blankversem). Blankvers je v Shakespearových dílech typickým jazykovým prostředkem, díky němuž jsou jasně rozpoznatelná. Problém nastává s překladem díla do českého jazyka. Jambický verš se v češtině nedá příliš využít, protože po zvukové stránce nejsou shodné; proto je také jambická stopa v českých písemných dílech velmi vzácná. Přesto ji ale využil například Karel Hynek Mácha v díle Máj.

## Styl a jazyk
V díle je využita próza i poezie, metafory, figury a použit vytříbený a vznešený styl, který je tak typický pro Shakespearova díla. Často se objevují jmenné tvary přídavných jmen, citově zabarvené výrazy, inverze. Vzorem pro Shakespeara byla řecká tragédie Phiramus a Thisbé. Dílo bylo vzorem pro pozdější generaci spisovatelů, jak českých, tak zahraničních. Mezi překladateli díla do češtiny prosluli Martin Hilský (přeložil největší počet Shakespearových děl, včetně sonetů), Jiří Josek, Alois Bejblík, E. A. Saudek, Josef Topol a Josef Václav Sládek.

## České divadelní inscenace (výběr)
- 1979  Romeo a Julie, Divadlo na Vinohradech, překlad: Olga Walló, režie: František Štěpánek, v titulních rolích: Oldřich Kaiser, Lenka Kodešová
- 1992  Romeo a Julie, Divadlo na Vinohradech, překlad: Josef Topol, režie: Jan Burian, v titulních rolích: Ivan Trojan, Vendulka Křížová
- 2015  Romeo a Julie, Divadlo na Vinohradech, překlad: Jiří Josek, režie: Juraj Deák, v titulních rolích: Marek Lambora, Sabina Rojková

### Literatura

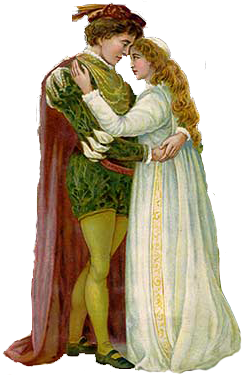
Romeo a Julie, divadelní studie